# Odysia extensata
Odysia extensata är en fjärilsart som beskrevs av Louis Beethoven Prout 1910. Odysia extensata ingår i släktet Odysia och familjen mätare. Inga underarter finns listade i Catalogue of Life.